# Capnia hornigi
Capnia hornigi är en bäcksländeart som beskrevs av Baumann och Sheldon 1984. Capnia hornigi ingår i släktet Capnia och familjen småbäcksländor. Inga underarter finns listade i Catalogue of Life.